# Angélique d'Estrées
Angélique d'Estrées, född 1570, död 1634 i Paris, var en fransk abbedissa. Hon var abbedissa i Maubuisson 1597–1618. Hon var på sin tid ökänd för skandalerna kring sitt privatliv. Hon var 1585 älskarinna åt Henrik III av Frankrike, och påstods ha fått tolv barn med olika fäder.
Hon var syster till Gabrielle d'Estrees. Hon avsattes som abbedissa 1618 på grund av sin livsstil och fängslades.